# Cléber Monteiro
Cléber Monteiro de Oliveira, noto come Cléber Monteiro (Belo Horizonte, 23 maggio 1980), è un ex calciatore brasiliano, di ruolo centrocampista.